# Висунська сільська рада
Висунська сільська́ ра́да — колишній орган місцевого самоврядування в Березнегуватському районі Миколаївської області. Адміністративний центр — село Висунськ.

## Загальні відомості
- Територія ради: 156,48 км²
- Населення ради: 2 810 осіб (станом на 2001 рік)
- Територією ради протікає річка Висунь.

## Населені пункти
Сільській раді були підпорядковані населені пункти:
- с. Висунськ
- с. Василівка
- с. Одрадне
- с. Пришиб
- с. Семенівка

## Склад ради
Рада складалася з 16 депутатів та голови.
- Голова ради: Кривошей Сергій Володимирович
- Секретар ради: Афанасьєва Валентина Василівна

### Керівний склад попередніх скликань
| Прізвище, ім'я, по батькові    | Основні відомості                                                 | Дата обрання | Дата звільнення |
| ------------------------------ | ----------------------------------------------------------------- | ------------ | --------------- |
| Дмитрів Владислав Мирославович | Сільський голова, 1972 року народження, освіта вища, безпартійний | 26.03.2006   | 31.10.2010      |
| Дмитрів Владислав Мирославович | Сільський голова, 1972 року народження, освіта вища, безпартійний | 31.10.2010   | 08.04.2014      |
| Кривошей Сергій Володимирович  | Сільський голова, 1969 року народження, освіта вища               | 26.10.2014   |                 |

Примітка: таблиця складена за даними сайту Верховної Ради України